# Aeroportul Caye Chapel
Aeroportul Caye Chapel (IATA: CYC, ICAO: MZCP) este un aeroport din Belize District⁠(d), Belize.
Situat la o altitudine de 2 m, aeroportul dispune de o singură pistă.